# Biostimulace
Biostimulací se v lékařství rozumí:
1. v imunologii – proces zvyšování obranné schopnosti organizmu např. působením biostimulátorů – léků, vitaminů, specifických potravinových doplňků, výtěžků z rostlin nebo zvířat;
2. v mikrobiologii – proces zajišťující podporu růstu mikroorganismů např. přidáním biostimulátorů – chybějících metabolických faktorů(zdroj akceptoru elektronů, zdroj dusíku a fosforu, popř. esenciálních nutrientů a pod.)nebo růstových faktorů;
3. v dermatologii – proces podpory regenerace buněk pokožky, termín nejčastěji používán v souvislosti s použitím světla laseru jako biostimulátoru.